# Porspoder
Porspoder település Franciaországban, Finistère megyében. Lakosainak száma 1761 fő (2022. január 1.). Porspoder Landunvez, Lanildut és Plourin községekkel határos.

## Népesség
A település népességének változása:
| Lakosok száma | 1377 | 1309 | 1373 | 1609 | 1796 | 1819 | 1810 | 1779 | 1764 | 1761 |
|               | 1968 | 1982 | 1990 | 2006 | 2013 | 2015 | 2017 | 2019 | 2020 | 2022 |